# Символи префектури Акіта

## Символи префектури
|         |  |  |        |
| Емблема |  |  | Прапор |

- Емблема префектури

Емблема префектури Акіта — стилізоване зображення знаку ア (а) силабічної японської абетки катакана, з якої починається слова «Акіта» (アキタ), назва префектури. Емблема уособлює стрибкоподібний розвиток Акіти. Цей префектурний символ було затверджено префектурною постановою від 3 листопада 1959 року. Інколи емблема префектури називається «префектурним гербом». 
- Знак-символ префектури

Окремий знак-символ префектури Акіта відсутній. Зазвичай, емблема використовується як знак-символ префектури.
- Прапор префектури

Положення про прапор префектури Акіта були затверджені разом із емблемою префектури 1959 року. Згідно з ними, горизонтальна сторона прапора становить 2 м, а вертикальна — 1,4 м. У центрі розміщується емблема префектури. Колір прапора — кіноварно-брунатний, а емблеми — білий.
- Дерево префектури

Місцева японська криптомерія (Cryptomeria japonica) вважається одним з найкрасивіших дерев Японського архіпелагу. Вона має якісну і міцну деревину. З 1966 року криптомерію затверджено деревом префектури Акіта.
- Квітка префектури

Квітка-символ префектури — цвіт кремени японської (Petasites japonicus). Найбільших розмірів ця рослина досягає саме у Акіті. Її листя здавна використовували як замінник паросольки, а цвіт — як овочеву страву. 1954 року кремена японська була затверджена квіткою префектури.
- Птах префектури

Птахом-символом Акіти є мідний фазан (Syrmaticus soemmerringii), ендемік Японського архіпелагу. Його можна зустріти, переважно, у гірських районах префектури. Фазана було обрано птахом префектури у 1964 році шляхом голосування жителів Акіти.
- Морський символ префектури

Японський волосозуб (Arctoscopus japonicus) — типова риба для акваторії Японського моря. Цей вид виростає на глибині 250 м, а з настанням зими прибуває на нерест до берегів Акіти. Волосозуба затверджено морським символом префектури 2002 року.